# Cucullu (familia)
La familia Cucullu es una familia de origen vasco radicada en el Estado de Buenos Aires en el siglo XIX.

## Historia
Los hermanos Juan Simón e Isidro Cucullu, nacidos en Alvia, Bilbao, Vizcaya, se radicaron en San Andrés de Giles. Enriquecidos en el comercio adquirieron grandes extensiones de campo, en parte heredadas de Vicente Cutillas y María Ángela Olivera, suegros de Isidro Cucullu (1825-1910). En 1898 Juan Simón donó las tierras en las que hoy se yergue la localidad de Cucullu, a la que erróneamente se la acentúa Cucullú, al igual que a la estación homónima del ferrocarril general Urquiza. A su vez la estación Ruiz y la localidad de Villa Ruiz se desarrollaron sobre tierras que pertenecieron a Lorenzo T. Ruiz y su esposa Jerónima Cucullu Cutillas. La estación Abel recibe su nombre de Abel M. Ruiz Cucullu (1888-1828).

### Descendientes

#### Hijos
Como es habitual verificar en las familias de la burguesía terrateniente porteña, sus miembros enlazan matrimonialmente con descendientes de las familias patricias de los primeros pobladores de la ciudad de Buenos Aires. Vicente Cucullu Cutillas, uno de los diez hijos de Isidro, contrajo matrimonio con Francisca Saavedra -hija de Justo y de Mariana Acosta, propietarios de la estancia La Oriental-. Vicente Cucullu y Francisca Saavedra fueron los dueños del antiguo teatro de la Opera de Buenos Aires.
Su hermano, Antonio Cucullu Cutillas, contrajo matrimonio con Margarita Seguí-Girado, hija del santafecino Lucio Seguí-hermano del constituyente Juan Francisco Seguí (h), y ambos hijos del Dr. Juan Francisco Seguí (padre)y de Bonifacia Lassaga y Echagüe- y de Gregoria Girado,quienes fueron de los pioneros en poblar estancias en los pagos de Ayacucho, en el sudeste de la Provincia de Buenos Aires, que aún estaba sujeta al riesgo de los malones, y donde se instalaron en la estancia San Juan.

#### Nietos
Entre los hijos de Antonio Cucullu y Margarita Seguí se encuentra Oscar Cucullu, casado con Marta Noceti quien fue hija de Domingo Nicolás Noceti Finocchio, presidente de la Unión Industrial Argentina. Nicolás Noceti ya estaba emparentado con esta familia pues era cuñado de Felipe Luis Cucullu y López (1871-1951).
Políticamente enrolados en el mitrismo, Ireneo Cucullu -quien fue presidente del Banco de Galicia- fue fundador de la Institición Mitre y miembro de la comisión encargada de la erección del monumento al general Bartolomé Mitre en la ciudad de Buenos Aires.

#### Destacados
Si bien la familia se dedicó a tareas propias del ámbito agropecuario, muchos de sus miembros se volcaron a las artes y las letras:
- Enrique Ruiz Cucullu fue poeta, autor de Meis (1917) y de Hojas sueltas (1924);
- su hermana Mercedes, autora de libros de poesías;
- su hermano Bernardo, autor de María Teresa, Tres novelas cortas y Cuentos infantiles;
- Carmen Capece Cucullu de Cucullu fue defensora de los derechos de la mujer, autora de una novela, varias poesías y otros escritos literarios;
- Carlos Cucullu Curuchet, estrenó en el Teatro Colón sus óperas Salomón (Premio Nacional de Cultura, 1942) y Judith, escritas en colaboración con el maestro Luzzatti, la poetisa Alfonsina Storni, y la escritora Celina Neyra de Solá;
- Luis María Cucullu Rivarola, médico, escribió un libro de poesías,[7]y es el autor de la historia familiar, La familia Cucullu argentina;
- Marcela María Cucullu escribió Los volveres.[8]

### Pazos Cucullu
En esta rama familiar recaen por herencia tierras de la antigua estancia San Juan, en Ayacucho, pobladas por sus ancestros en la primera mitad del siglo XIX. Se formó por el matrimonio del pontevedrés Diego Pazos Feijoo, vinculado a la Casa del Codesal -una casa noble de Orense, Galicia, con un eventual origen real- con María Gregoria Cucullu y Seguí. Por eta rama de los Seguí-Girado puede seguirse la genealogía ascendente hasta los conquistadores castellanos y primeros pobladores de las ciudades de Buenos Aires, Córdoba, Santa fe, Asunción, Santiago del Estero, y de sus mujeres americanas guaraníes (Agueda, mujer de Domingo Martínez de Irala), sanavirones (María de Mancho, mujer de Hernán Mejía de Mirabal) y tehuelches (Ancestros de la familia Girado).  
Carlos Alberto Pazos Cucullu -hijo de este matrimonio-, vinculado a la editorial Abeledo-Perrot, tuvo relevante participación en la creación de la Feria Internacional del Libro de Buenos Aires a través de la Fundación El Libro, en la cual ocupó cargos directivos.Ocupaba la presidencia de la Asociación amigos de la fragata Libertad cuando esta fue ilegalmente retenida en el puerto de Tema, Ghana.Su hermano Astolfo Pazos Cucullu (1926-2011) fue un alto funcionario de la banca oficial argentina, participando en diversas misiones de la República Argentina ante el Banco Mundial, y fue impulsor del Club Banade, obteniendo la cesión de la sede de Martínez, e integró sus comisiones directivas.
Nieta también de María Gregoria Cucullu, María Isabel Pazos de Winograd, psicóloga, psicoanalista y traductora literaria, publicó "Diccionario de psicoanálisis de las configuraciones vinculares" (en colab.), Emigración, salud mental y cultura(en colab.), Escritura y psicoanálisis, que fue presentado también en la Feria del libro Psicoanalítico llevada a cabo en Buenos Aires en agosto de 2012 y libros de poesía: Hay un errante detrás de la cerca (1999), ¿Hay alguien en casa? (2002), traducido por Pilar Cabot al catalán y publicado bajo el título Que hi ha algú?, y Signo en cuestión (2008). Asimismo dirigió la "Revista de psicoanálisis de las configuraciones vinculares" durante 2008 y 2009.
Su hermano Marcelo Pazos, arquitecto, profesor en la Universidad del Salvador, cedió gran parte de su biblioteca personal para dotar de biblioteca pública al Centro Cultural Ricardo Rojas en la ciudad de Santiago del Estero. Editó La Gaceta Mural de Palermo y otras publicacionesy fue presidente e impulsor de la Biblioteca Popular de Ariel del Plata, en Campana, y en esa misma ciudad fue funcionario municipal en el área de infraestructura urbana durante la intendencia de Calixto Dellepiane. Integró la mesa ejecutiva del Consejo Urbanístico Ambiental representando al Colegio de Arquitectos de la Provincia de Buenos Aires (CAPBA). Es uno de los impulsores de la Ley 11.723 de Medio Ambiente de la Provincia de Buenos Aires, firmante del Pacto Ecológico Bonaerense.Como integrante de la Asociación Vecinal Belgrano C San Benito defendió la preservación de la barranca en el corredor APH Luis María Campos.Publicó dos obras básicas del planeamiento urbano ambiental, "Urbs" y "Bajo Paranà". Afiliado a la Unión Cívica Radical fue el primer presidente de la Franja Morada del Centro de Estudiantes de Arquitectura de la Universidad de Buenos Aires, elegido en 1975 por la JRR. En 2019 fue elegido para integrar el cuerpo de jurados de concursos del Colegio de Arquitectos de la Provincia de Buenos Aires, Distrito 5. Uno de sus hijos integró Ramos Generales.
Otra hermana es María Inés Pazos casada con el arquitecto Esteban Urdampilleta, profesor, consejero, secretario académico y decano de la Facultad de Arquitectura, Diseño y Urbanismo de la Universidad de Buenos Aires, autor de los comentarios del libro en el que se recoge la obra de Diego Peralta Ramos (SEPRA) y en colaboración el Cuaderno de la obra de Bucho Baliero, de cuya cátedra fue profesor adjunto por concurso.